# 蔣敬
蔣 敬（しょう けい、Jiăng Jìng）は、中国の小説で四大奇書の一つである『水滸伝』の登場人物。
梁山泊第五十三位の好漢で地会星の生まれ変わり。黄門山に拠を構える山賊であり、その四頭領の次席で軍師を務めていた。何万何千という単位の計算も一分一厘の狂いもなく暗算で解く程の算術の才能から神算子（しんさんし）と渾名される。槍棒の腕も立ち、兵法にも通じるという文武両道の人物だが、梁山泊ではもっぱら会計責任者を担当。人事規則の管理を担当する裴宣と、金銭糧秣の管理を担当する蔣敬が加わって以降、梁山泊はそれまでの山賊集団から一躍軍事組織としての呈をなして行く。

## 生涯
蔣敬は湖南潭州の出身。郷里では秀才の誉れ高く、科挙も受験したがあえなく落第。以降、文の道を捨てて武の道を取り武芸や兵法を学び、後に黄門山へ登って山賊となり、欧鵬、馬麟、陶宗旺らの仲間とともに4、500人の手下を率いて盤拠していた。ある時、江州で刑場を襲撃した梁山泊の一党が帰路、自分たちの本拠付近を通るらしいという情報を得た蔣敬たちは、天下の義賊として名高い彼らを出迎えたいと考えた。それらしい集団がやってくるとわざと襲撃するようなそぶりを見せて梁山泊一行を名乗らせてそれであると確認すると、すかさず自身の非礼を詫び一行を山塞に招待して大いにもてなした。この席上で彼らの実力を聞いた宋江から仲間入りを打診され、喜んだ蔣敬たちはそのまま梁山泊に合流した。
梁山泊へ入山した直後は欧鵬らとともに郷里で捕り方に追われる宋江を救出するという武人としての活躍を見せるが、直後の新たな組織編制の際には、その計算能力を買われ倉庫の出納管理者となり、後に金銭糧秣等の財務管理を一手に任されるようになった。蔣敬は平時は会計、簿記、予算の策定、頭領や兵卒たちへの給金を管理し、戦時には戦費軍費の管理調達や、物資兵糧の出納及び輸送を担当し、梁山泊の裏方として大いに働いた。
百八星集結後も引き続き同じ職務を任され事務方のトップである柴進、李応の補佐を担当、官軍との戦いや朝廷への帰順後の戦役も同じ職務をこなし前線に出ることはなかったため、方臘の乱平定後、無事都まで凱旋し官職を授かるが、思うところあってこれを返上、郷里に戻って一庶民として平穏無事に余生を過ごした。